# Martina Fritschy
Pour les articles homonymes, voir Fritschy.
Martina Fritschy, née le 22 juillet 1983, est une coureuse d'orientation suisse.

## Carrière
Elle est médaillée de bronze en relais aux Championnats du monde de course d'orientation 2006 à Aarhus.